# Cusano Mutri
Cusano Mutri is een gemeente in de Italiaanse provincie Benevento (regio Campanië) en telt 4296 inwoners (31-12-2004). De oppervlakte bedraagt 58,8 km², de bevolkingsdichtheid is 76 inwoners per km².
De volgende frazioni maken deel uit van de gemeente: Civitella Licinio.

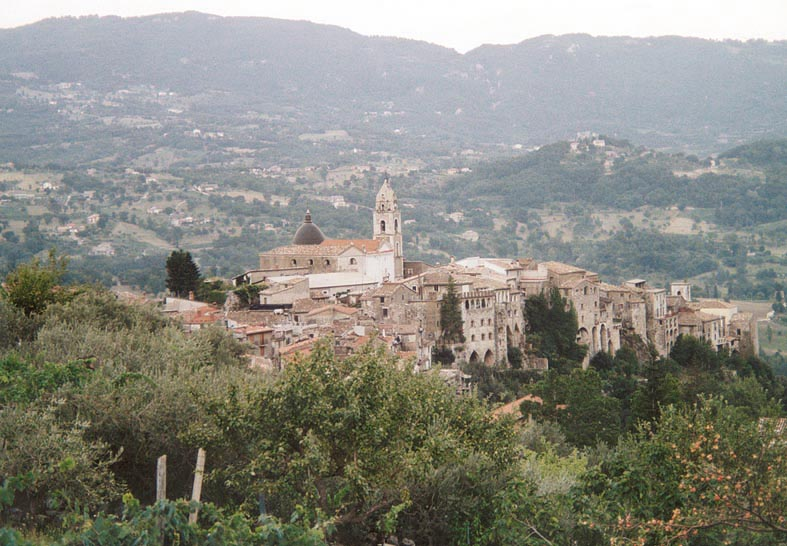
Cusano Mutri
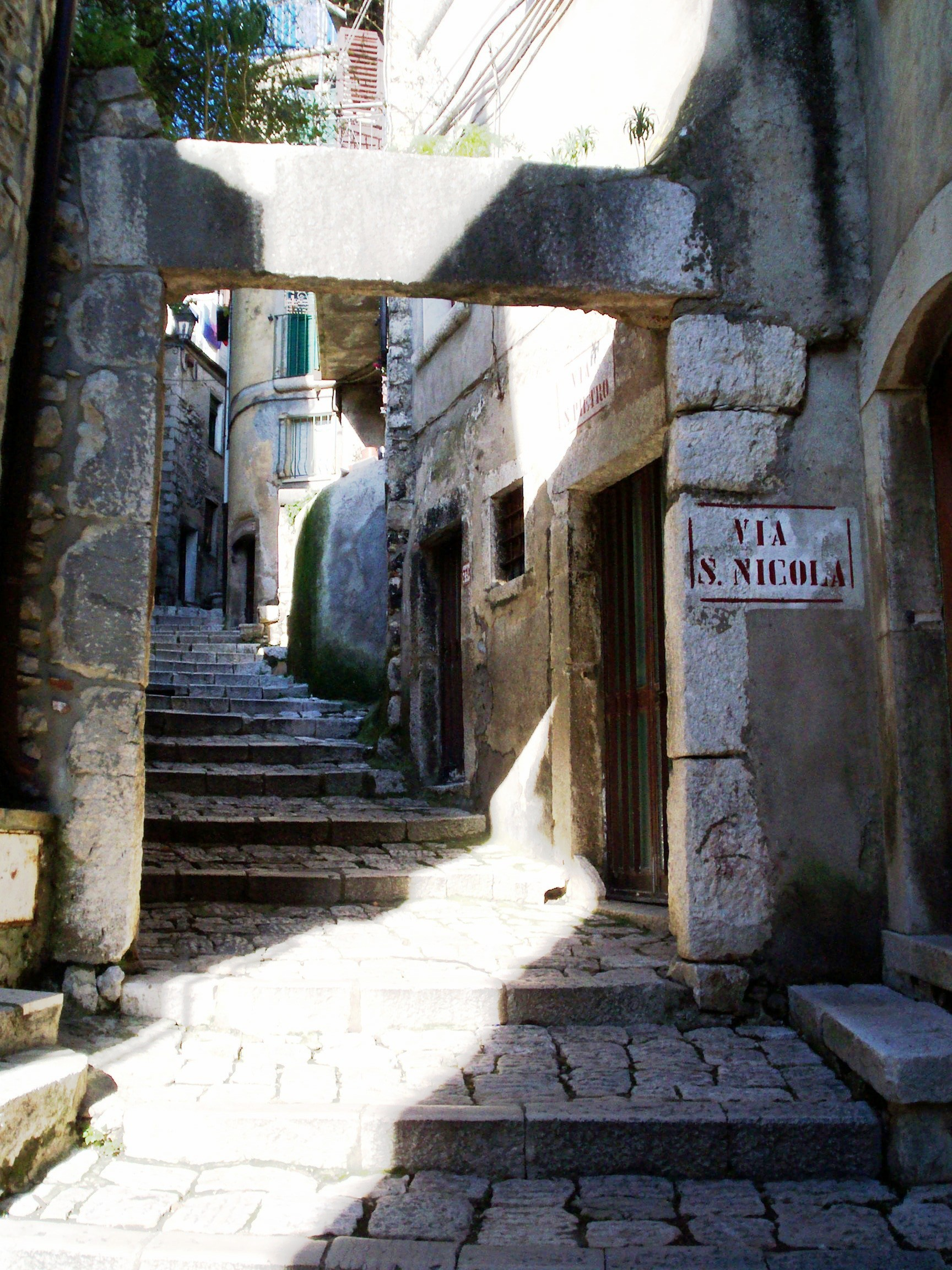
Porta di Mezzo
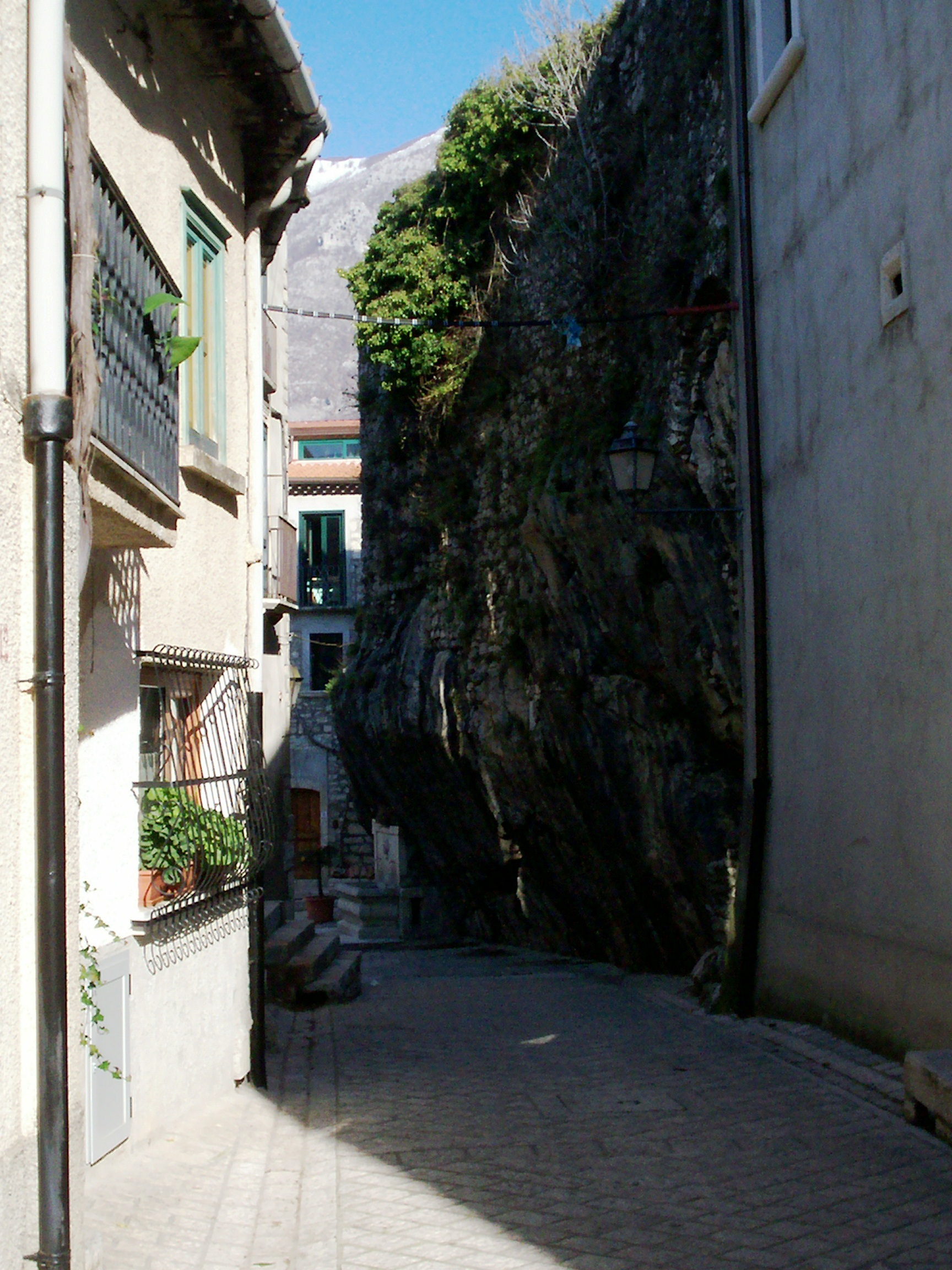
Kasteel Ruderi

## Demografie
Cusano Mutri telt ongeveer 1575 huishoudens. Het aantal inwoners daalde in de periode 1991-2001 met 1,6% volgens cijfers uit de tienjaarlijkse volkstellingen van ISTAT.
| Jaar | Inwoneraantal |
| ---- | ------------- |
| 1991 | 4469          |
| 2001 | 4396          |

## Geografie
De gemeente ligt op ongeveer 450 m boven zeeniveau.
Cusano Mutri grenst aan de volgende gemeenten: Cerreto Sannita, Faicchio, Gioia Sannitica (CE), Guardiaregia (CB), Piedimonte Matese (CE), Pietraroja, San Lorenzello, San Potito Sannitico (CE).